# Tetrastichus planipectus
Tetrastichus planipectus är en stekelart som beskrevs av Kostjukov 1978. Tetrastichus planipectus ingår i släktet Tetrastichus och familjen finglanssteklar. Inga underarter finns listade i Catalogue of Life.